# Hohenstein (Wuppertal)

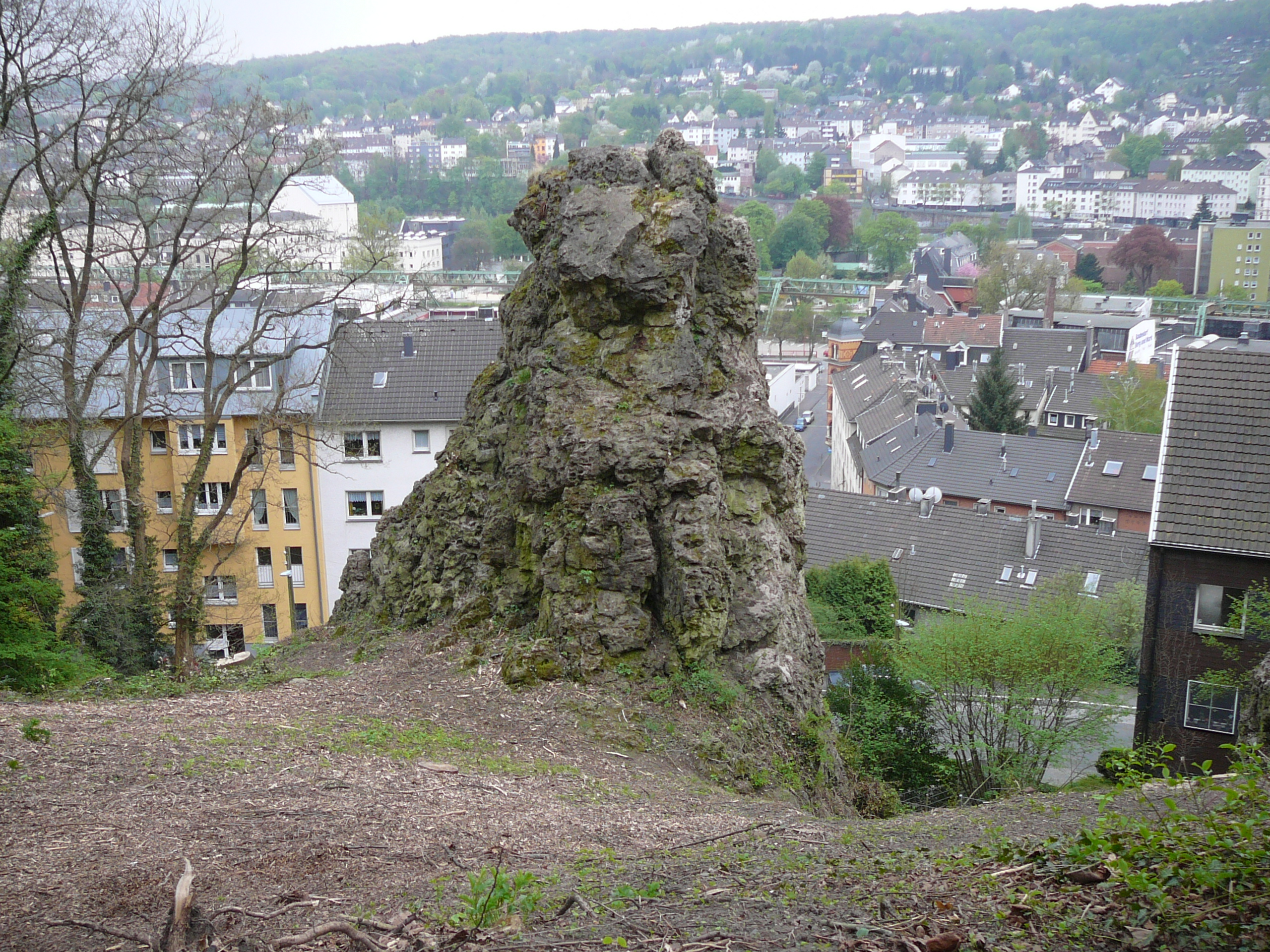
Der Hohenstein und die Aussicht auf Barmen

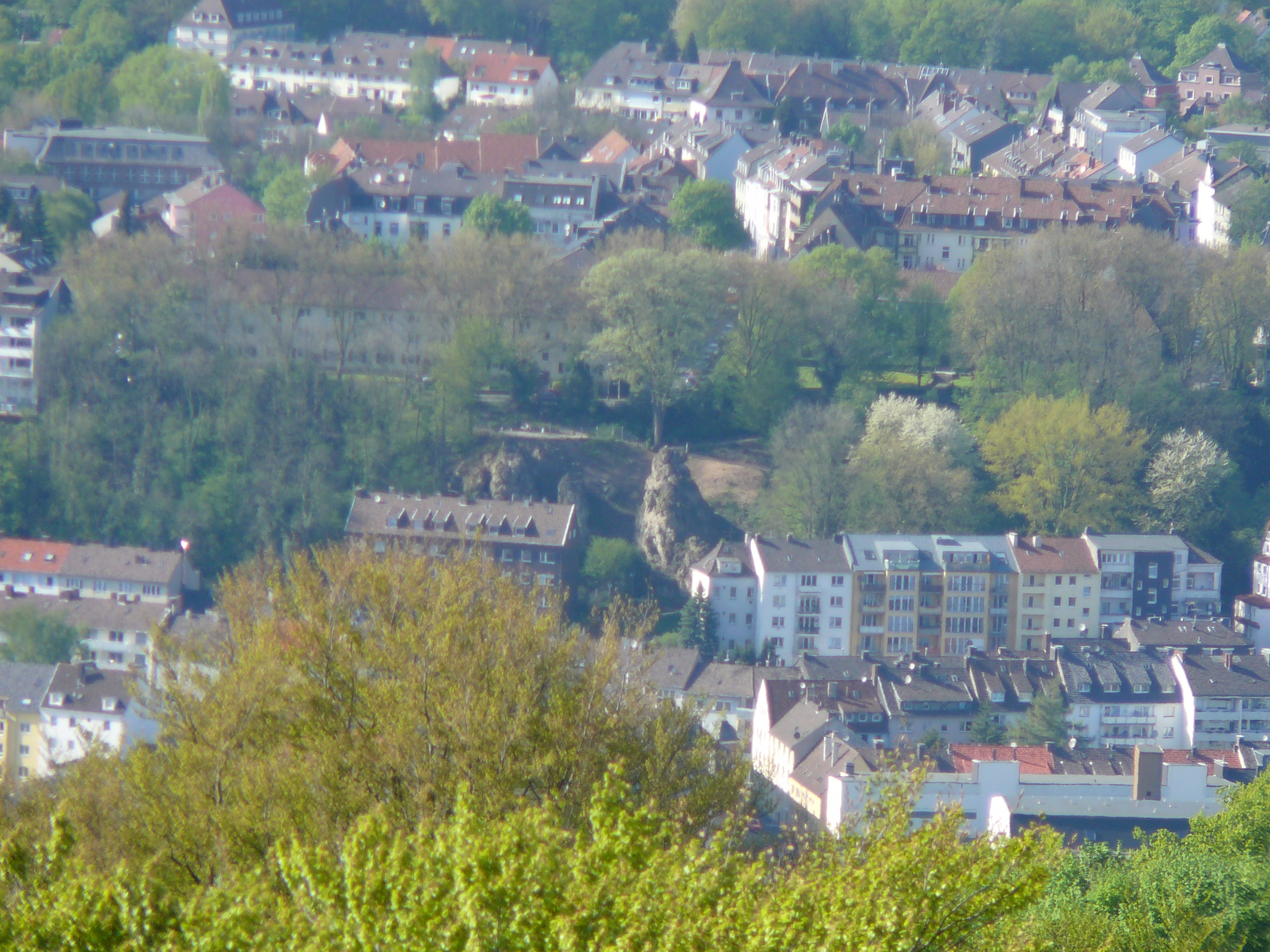
Die Parkanlage Hohenstein. Der bereits freigelegte Fels ist in der Bildmitte erkennbar.

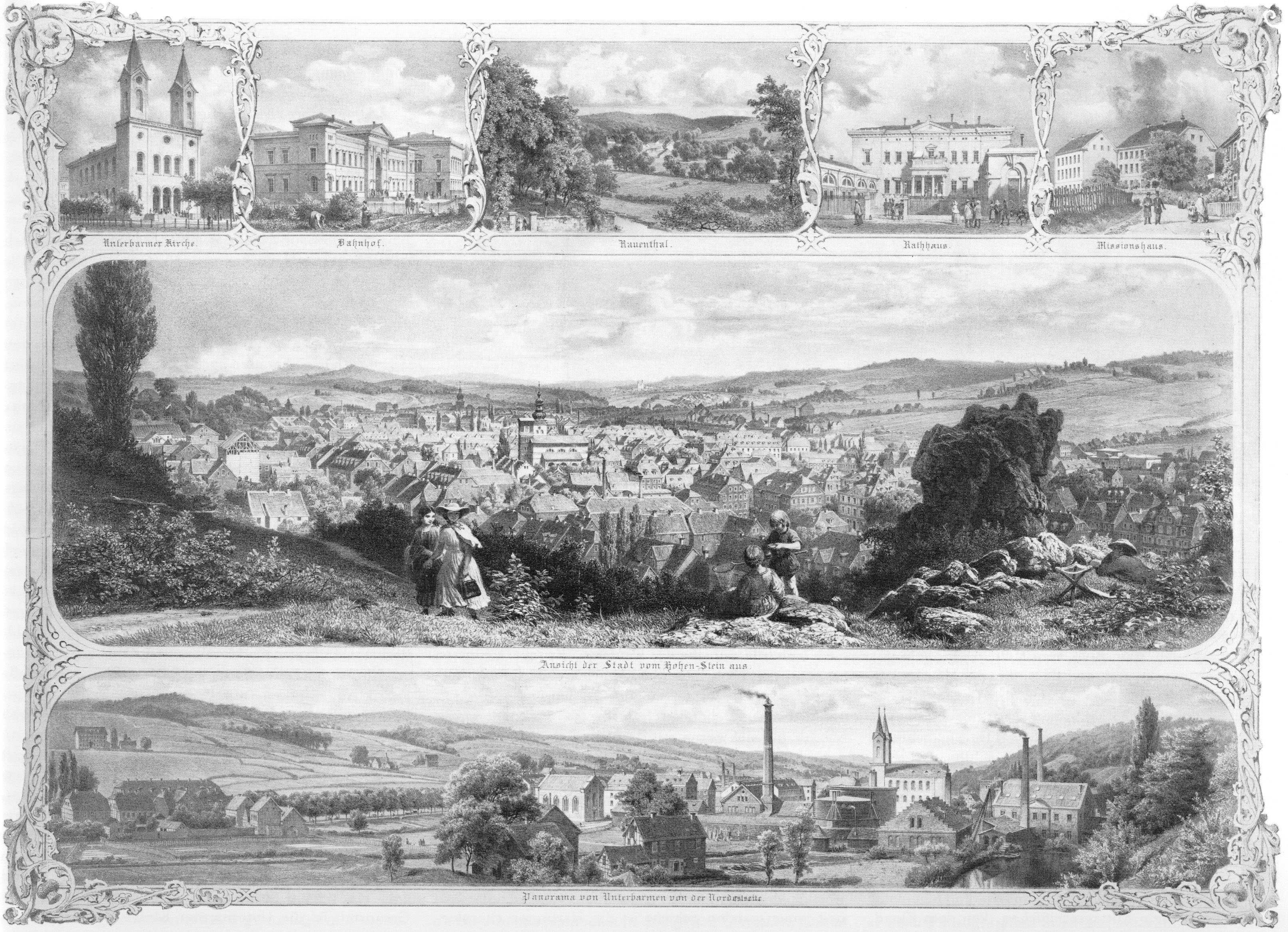
Barmen um 1855 (vom Hohenstein), Lithographie von Wilhelm Riefstahl

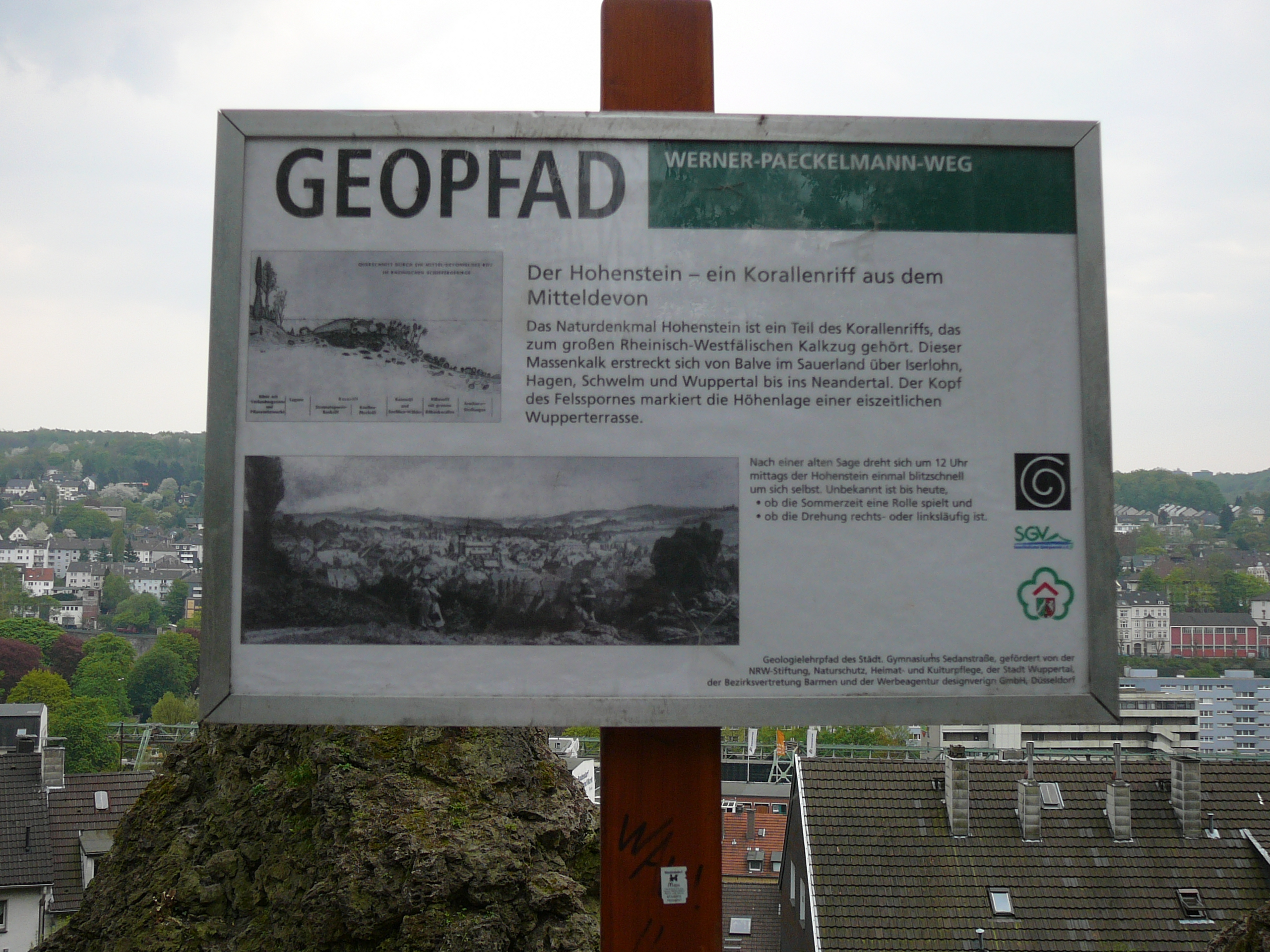
Infotafel am Hohenstein

Der Hohenstein ist eine Dolomitfelsklippe im Wuppertaler Stadtgebiet, die in einem gleichnamigen, rund 4.450 m² großen Stadtpark liegt.

## Topographie
Der Park liegt im Stadtteil Barmen, südlich des Wohnquartiers Rott zwischen der Tannenstraße und der Bogenstraße. Er umfasst den steilen, bewaldeten Hang, der bei einer Breite von 65 Metern einen Höhenunterschied von rund 15 Metern überwindet. Im Stadtpark befinden sich ein Kleinkinderspielplatz sowie mehrere Informationstafeln zu dort wachsenden Pflanzen.
Der Felsen Hohenstein selbst ist als Naturdenkmal geschützt.

## Geschichte
Der Fels ist ein Überrest eines Korallenriffs aus dem Mitteldevon vor etwa 390 Millionen Jahren. Er ist Teil des Rheinisch-Westfälischen Kalkzugs, der sich vom Sauerland bis ins Neandertal erstreckt. Zur Eiszeit lag an der Stelle des heutigen Parks das Ufer der Wupper.

### Altgermanische Kultstätte
Bevor der Rott als Wohngebiet ausgebaut und der Park angelegt wurde, war der auffallende Felsen schon eine beliebte Barmer Attraktion. Eine Beschreibung aus dem 19. Jahrhundert gibt Hinweise auf eine germanische Kultstätte, die als Altar der Erdgöttin Hertha geweiht ist:

„… ein schroffer und nackter, ziemlich großer, vermutlich durch vulkanische Gewalt in der Vorzeit emporgetriebener Felsen, dem mehrere kleinere Gesellschaft leisten. Hier sei aber […] noch bemerkt, dass der erwähnte Hohe Stein nicht nur eine heidnische Opferstätte, sondern auch – wohl nach mittelalterlich-christlichem Glauben – ein Schreibepult des Teufels gewesen sein soll, wie eine daneben stehende kleinere Felsenkuppe „des Teufels Dintefaß“ genannt wird.“

Die mittelalterliche Theorie des Tintenfasses wird gestützt durch einen schwarzen Fleck auf den Felsen, wodurch dessen anderer Name „Teufelskanzel“ abgeleitet wird. Nach einer anderen Deutung sollen die Felsen ein versteinertes Brautpaar darstellen.

### Der Park ab dem 20. Jahrhundert
Der Park entstand als Brachgelände mit zwei Fußwegen um 1900, nachdem der Hang um den Felsen unbebaut geblieben war. Die Grünanlage wurde vom Barmer Gartenarchitekten Arthur Stüting gestaltet und 1908 der Öffentlichkeit übergeben. Der Park war ein beliebtes Naherholungsgebiet und die Aussicht vom Hohenstein wurde auf Postkarten dargestellt.
Heute präsentiert sich der Stadtpark in einer anderen Form als ursprünglich von Stüting vorgesehen; die Bäume sind deutlich in die Höhe gewachsen und verhindern die ehemals weitreichende Aussicht auf den Stadtteil Barmen. Auch der Felsen stach aus dem bewaldeten Hang lange Zeit nicht mehr als markanter Geländepunkt hervor. 2008 wurde er seitens der Stadt durch einen Freischnitt jedoch wieder freigelegt, darüber hinaus erläutert eine Hinweistafel die Geschichte und Bedeutung des Felsens.

## Die StraßeHohenstein

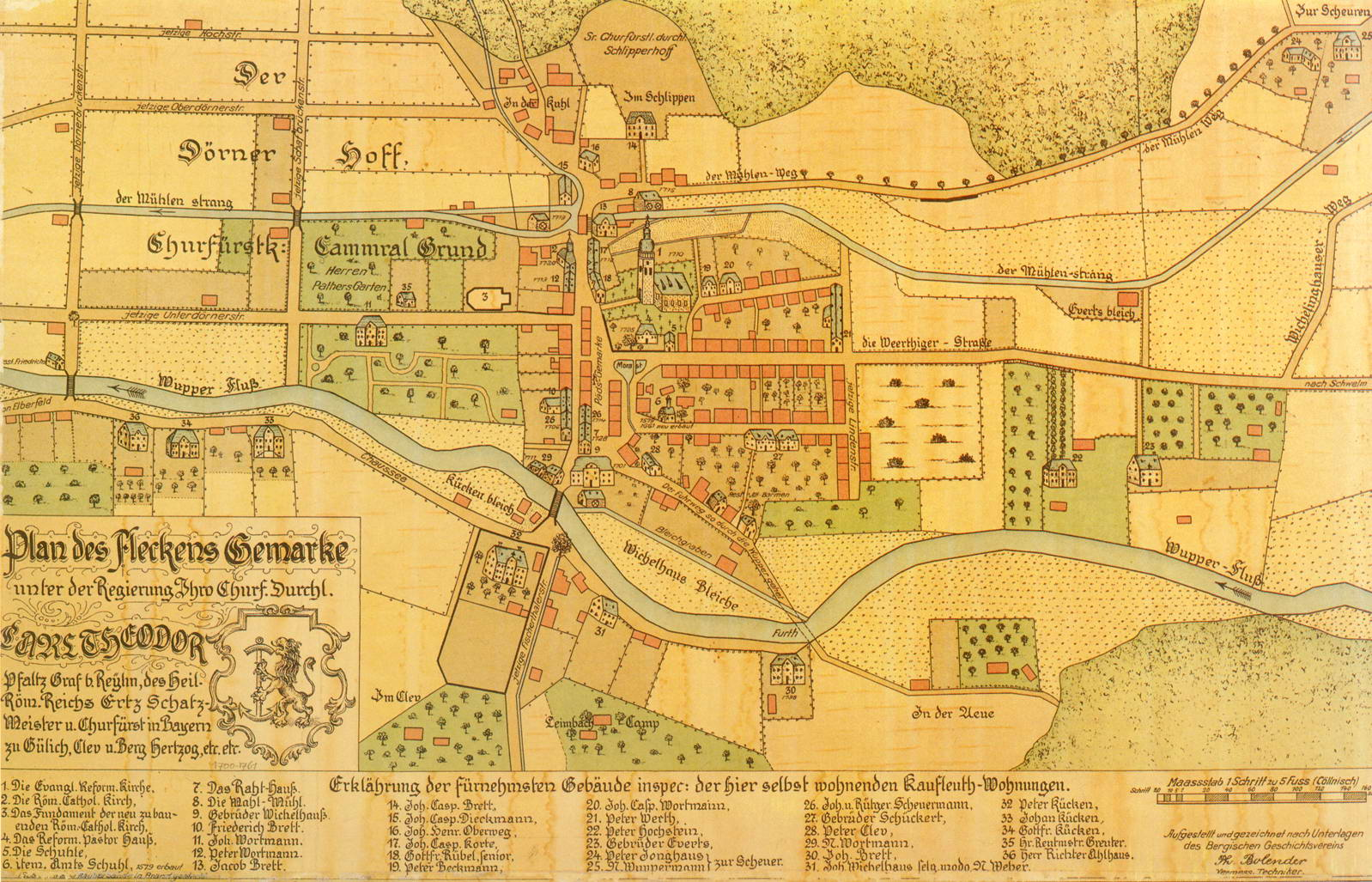
Das Zentrum von Barmen (Gemarke) um 1761, mit der Hochstraße (heute Hohenstein) links oben im Bild

Eine gleichnamige Straße Hohenstein befindet sich unterhalb des Hanges, noch unterhalb der Bogenstraße. Ihren heutigen Namen erhielt sie 1935, vorher hieß sie Hohensteiner Straße und Hochstraße. Die erste Erwähnung ist 1858 zu finden. Auf der ausgewiesenen Karte datierte der Bergische Geschichtsverein das Bestehen der Straße auf mindestens 1761. Die Straße beginnt im Westen an der Loher Straße und mündet nach ca. 1,1 km im Osten in die Rödigerstraße. Sie bildet die Grenze zwischen den Wohnquartieren Friedrich-Engels-Allee, Rott und Loh. Die Städtische Realschule Hohenstein liegt am Hohenstein 123.

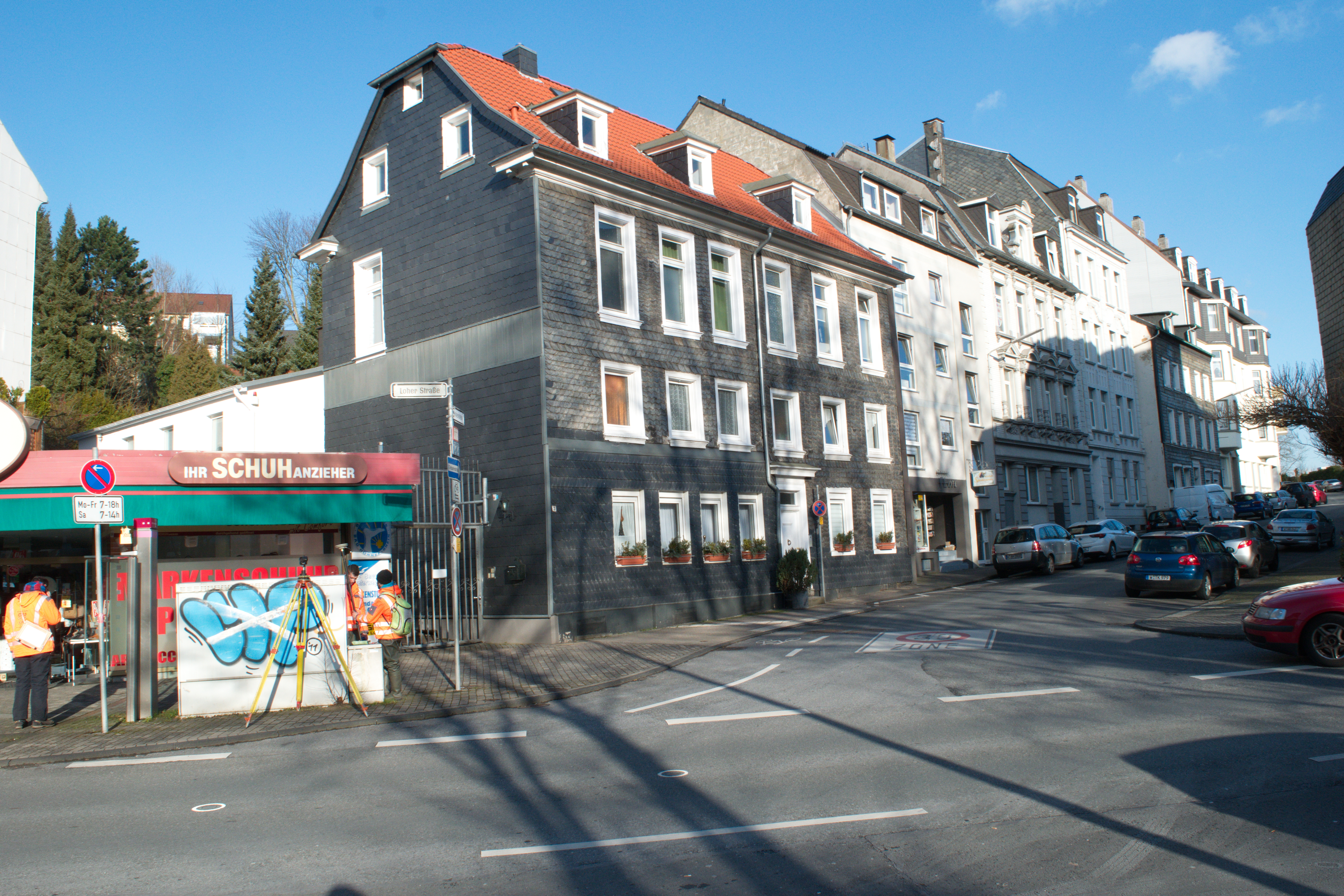
Beginn der Straße Hohenstein am Loh, 2018
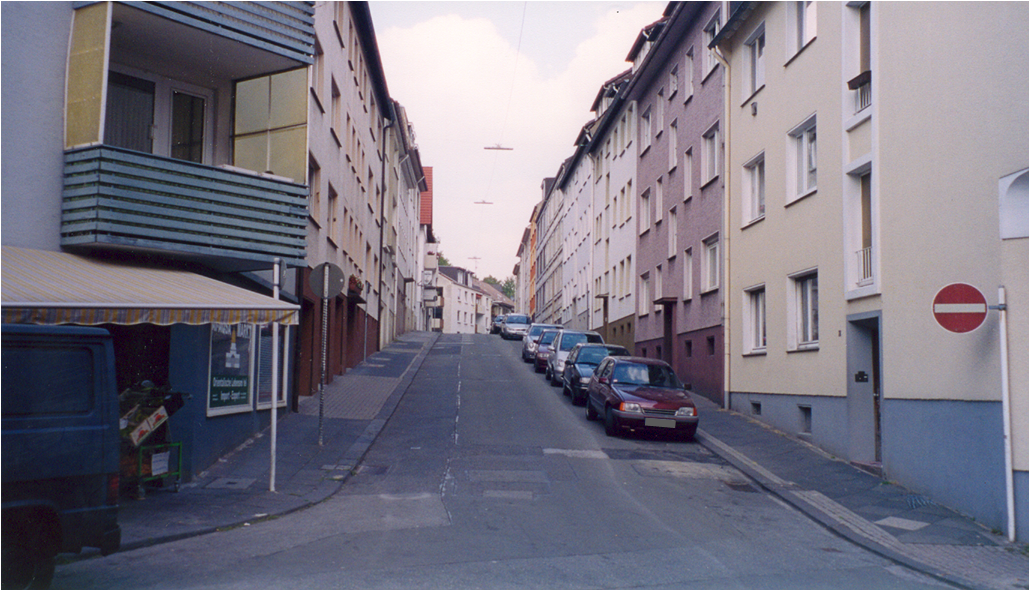
Ecke Hohenstein – Adlerstraße (Blickrichtung Osten), 2003
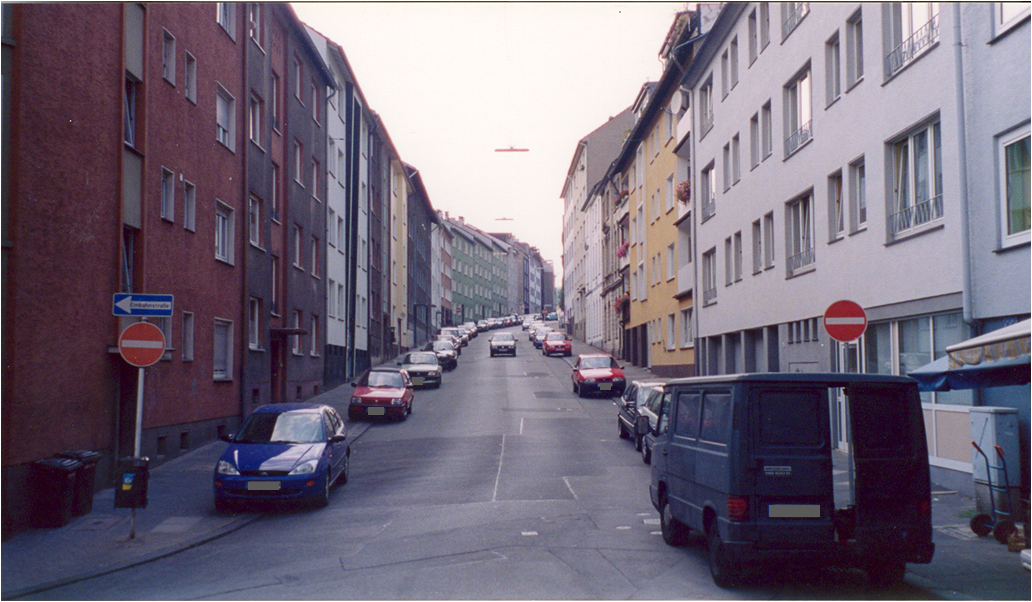
Wuppertal Barmen – Ecke Hohenstein – Adlerstraße (Blickrichtung Westen)
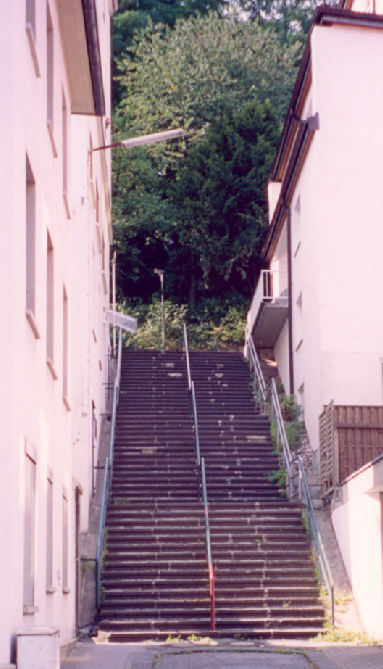
Treppe zwischen Bogenstraße und der Straße Hohenstein, oben Aufgang zu den Parkanlagen, 2003
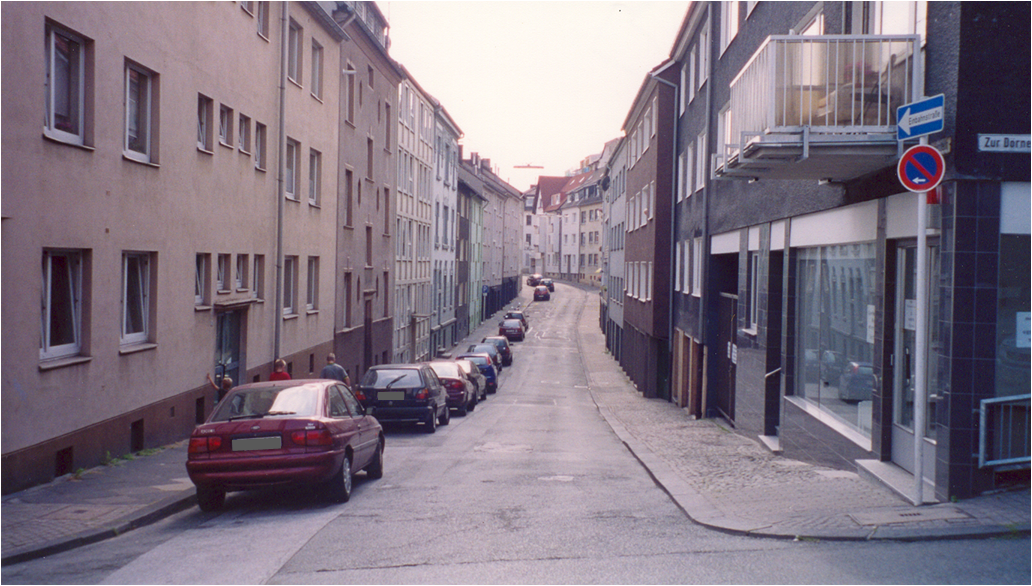
Ecke Hohenstein / Zur Dörner Brücke (Blickrichtung Westen), 2003